# Актобе (Кармакшинський район)
Актобе́ (каз. Ақтөбе) — село у складі Кармакшинського району Кизилординської області Казахстану. Адміністративний центр та єдиний населений пункт Актобинського сільського округу.
У радянські часи село називалось Чапаєво.
Населення — 1621 особа (2021; 2214 у 2009, 2066 у 1999, 950 у 1989).